# Diana de Feo
Diana Carla Carmela de Feo (Torino, 9 marzo 1937 – Napoli, 23 giugno 2021) è stata una giornalista e politica italiana, senatrice della Repubblica per Il Popolo della Libertà nella XVI legislatura della Repubblica Italiana.

## Biografia
Nata a Torino, era la figlia di Italo de Feo, giornalista, nonché storico, politico, direttore della RAI e capo dell'ufficio stampa del Comitato di Liberazione Nazionale. Viveva a Napoli ed era sposata dal 1965 con il collega Emilio Fede, da cui ha avuto due figlie.
Era una giornalista professionista iscritta dal 1966 all'Ordine dei giornalisti del Lazio.
È morta il 23 giugno 2021 nella sua casa di Napoli, all'età di 84 anni dopo una lunga malattia.

### Carriera giornalistica
Dal 1976 e fino al 1996 ha collaborato insieme a Flora Favilla alla rubrica quotidiana del TG1 curata da Giorgio Ponti Almanacco del giorno dopo. Precedentemente ha lavorato sette anni, sempre per la stessa testata, nella redazione “Cronache del Lavoro e dell’Economia”. Era anche inviata speciale del TG1 per l'arte e la cultura.

### Attività politica
Alle elezioni politiche del 2008, su invito di Silvio Berlusconi, è stata candidata al Senato della Repubblica, tra le liste del Popolo della Libertà nella circoscrizione Campania in decima posizione, venendo eletta senatrice. Nella XVI legislatura della Repubblica è stata componente della 7ª Commissione Istruzione pubblica, beni culturali, della Commissione straordinaria per il controllo dei prezzi e del Comitato parlamentare Schengen, Europol e immigrazione.
Alle elezioni politiche del 2013 annuncia di non volersi ricandidare in Parlamento.

## Vicende giudiziarie
Comproprietaria della storica Villa Lucia nel quartiere collinare del Vomero a Napoli, il 4 maggio 2006, su denuncia di Italia Nostra, i vigili antiabusivismo del comune di Napoli appongono i sigilli alla villa, scoprendo e bloccando lavori abusivi in corso e aprendo un procedimento penale nei confronti della De Feo. Sono stati infatti rilevati abusi interni ed esterni e lavori in corso senza una serie di autorizzazioni da parte della sovrintendenza, nonostante la villa fosse sottoposta a vincolo in base alla legge del 1939 sui beni monumentali (aggiornata con il "Codice" varato del ministro Giuliano Urbani), in relazione alla manomissione di decorazioni neoclassiche. Nessuna autorizzazione neanche da parte del genio civile in relazione al consolidamento del terrazzo di Villa Lucia, dove erano in atto lavori con l'utilizzo di cemento armato.